# الملصق الأصفر

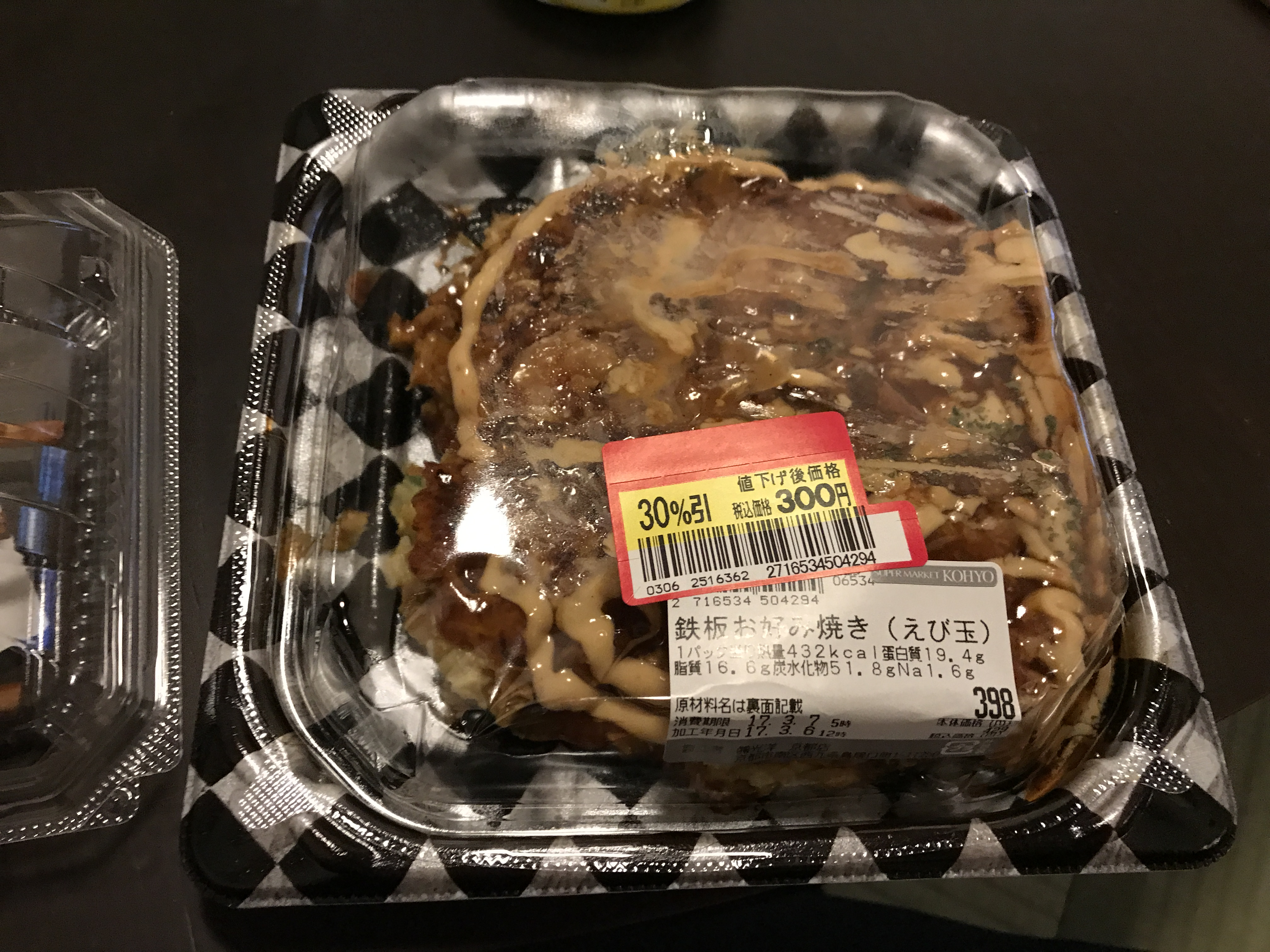
Yellow discount stickers in use in Japan

يعد الملصق الأصفر طريقة لتنبيه المتسوقين ان الأطعمة التي تحمل هذا الملصق تم تخفيضها لأن صلاحياتها اوشكت على الانتهاء. وتستخدم معظم سلاسل محلات السوبرماركت بالمملكة المتحدة هذة الملصقات من بينها: سلسلة محلات أسدا (Asda)، وكو أوب (Co-op)، وماركس أند سبنسر، وتيسكو، وسينسبري، وويتروز (Waitrose).  وقد بدأت أيضا اليابان باستخدام هذة الطريقة.